# Kuwait en los Juegos Paralímpicos de Arnhem 1980
Kuwait estuvo representado en los Juegos Paralímpicos de Arnhem 1980 por nueve deportistas, siete hombres y dos mujeres.

## Medallistas
El equipo paralímpico kuwaití obtuvo las siguientes medallas:
| Nombre         | Deporte   | Evento            |
| -------------- | --------- | ----------------- |
| Oro            |           |                   |
| Adelah Al-Rumi | Atletismo | 60 m 2 femenino   |
| Adelah Al-Rumi | Atletismo | 200 m 2 femenino  |
| Plata          |           |                   |
| Adelah Al-Rumi | Atletismo | Peso 2 femenino   |
| Shafi Meraweh  | Atletismo | 100 m 2 masculino |
| Bronce         |           |                   |
| Shafi Meraweh  | Atletismo | 400 m 2 masculino |